# Andrena prima
Andrena prima är en biart som beskrevs av Casad 1896. Andrena prima ingår i släktet sandbin, och familjen grävbin. Inga underarter finns listade i Catalogue of Life.